# Šumavské Hoštice
Šumavské Hoštice, bis 1924 Hoštice, (deutsch Huschitz) ist eine Gemeinde in Tschechien. Sie liegt acht Kilometer östlich von Vimperk in Südböhmen und gehört zum Okres Prachatice.

## Geographie

### Lage

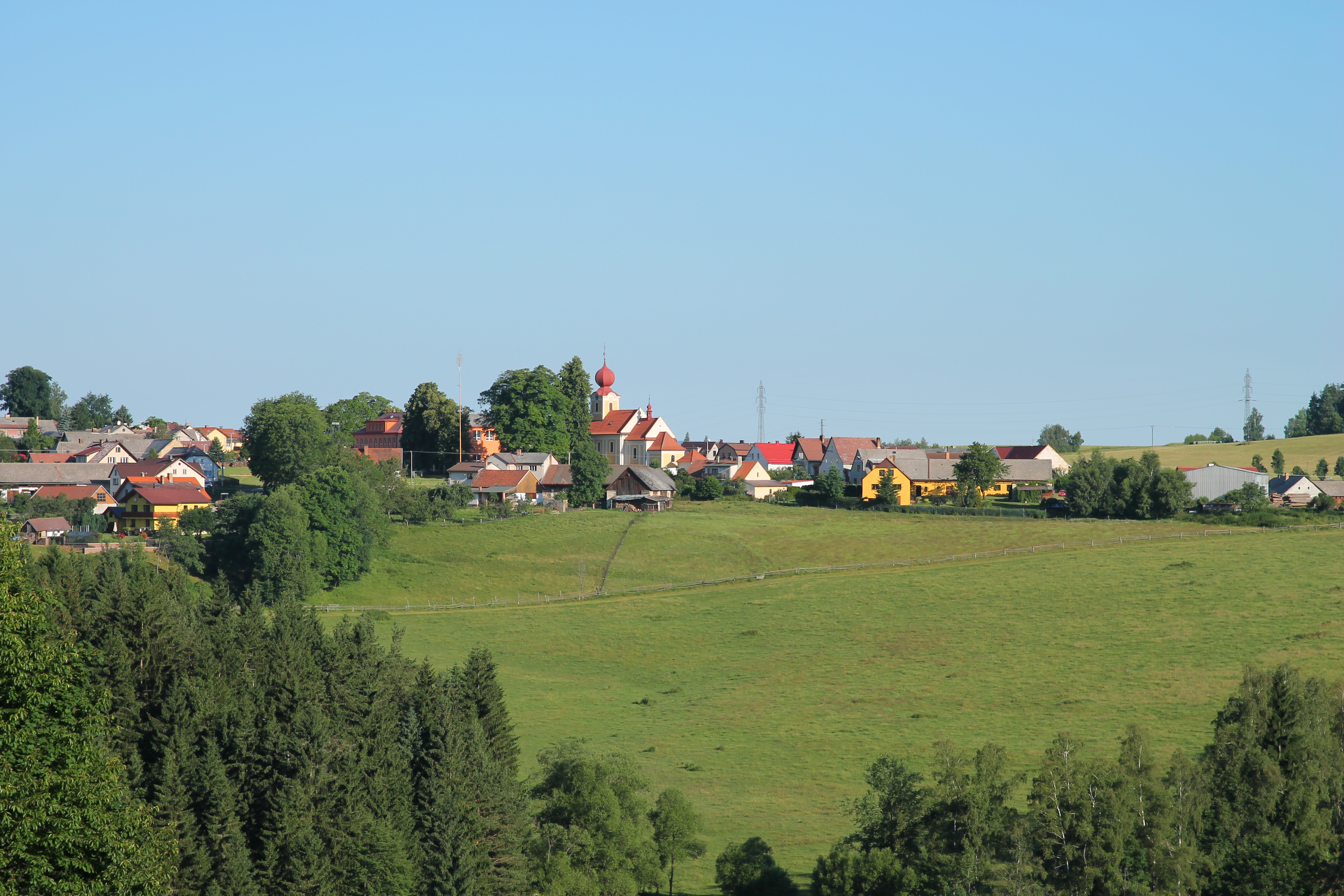
Ortsansicht

Šumavské Hoštice befindet sich im Vorland des Böhmerwaldes auf einer Hochfläche rechtsseitig über den Tälern der Bäche Šumavský potok und Cikánský potok. Nördlich erhebt sich der Mářský vrch (907 m), im Nordosten der Běleč (Meykow, 923 m), östlich die Studená (885 m), im Süden der Černý les (906 m) und südwestlich der Boubín (1362 m). Am nördlichen Ortsrand verläuft die Straße II/145 zwischen Husinec und Vimperk.
Nachbarorte sind Rejty, Nedvídkov und Lštění im Norden, Kosmo und Žárovná im Nordosten, Vojslavice im Osten, Švihov, Drslavice, Škarez 2. díl, Chválov und Trpín im Südosten, Důra und Včelná pod Boubínem im Süden, Machův Mlýn, Matulkův Mlýn, Urbánkův Mlýn, U Lady und Trytlův Mlýn im Südwesten, Machova Hora und Buk im Westen sowie Nová Hospoda, Vícemily und Svatá Maří im Nordwesten.

### Gemeindegliederung
Die Gemeinde Šumavské Hoštice besteht aus den Ortsteilen Kosmo, Škarez 2.díl (Skares 2. Anteil), Šumavské Hoštice (Huschitz) und Vojslavice (Woislawitz) sowie den Wohnplätzen Machova Hora, Machův Mlýn, Nedvídkov (Nedwitkow) und Nová Hospoda.
Das Gemeindegebiet gliedert sich in die Katastralbezirke Kosmo, Šumavské Hoštice und Vojslavice u Žárovné.

### Nachbargemeinden
|     | Radhostice                                  | Žárovná   |
| Buk | Kompassrose, die auf Nachbargemeinden zeigt | Lažiště   |
|     |                                             | Drslavice |

## Geschichte
Die erste schriftliche Erwähnung des Dorfes erfolgte 1352. Im 16. Jahrhundert wurde Huschitz zwischen den Herrschaften Eltschowitz und Winterberg aufgeteilt. Hans Ulrich von Eggenberg vereinte in der Mitte des 17. Jahrhunderts auch den Eltschowitzer Anteil mit der Herrschaft Winterberg. Johann Christian von Eggenberg vererbte die Güter 1710 seiner Frau Marie Ernestine von Schwarzenberg, welche sie 1719 ihrem Bruder Adam Franz Fürst von Schwarzenberg hinterließ. Ihm folgten 1732 sein Sohn Joseph Adam Fürst von Schwarzenberg, ab 1782 Johann I. Nepomuk Anton Fürst von Schwarzenberg und ab 1789 Joseph II. Fürst von Schwarzenberg, den 1833 sein Sohn Johann Adolf II. Fürst von Schwarzenberg beerbte.
Am 15. November 1787 nahm eine Trivialschule den Unterricht auf, 1790 besuchten 97 Kinder die Schule. 1799 bezog die Schule ein eigenes Schulhaus. Im Jahre 1840 bestand Huschitz/Hussice bzw. Husstice aus 24 Häusern mit 238 tschechischsprachigen Einwohnern. Im Dorf bestanden unter herrschaftlichem Patronat die Filialkirche der Apostel Philipp und Jacob sowie unter dem Patronat des Religionsfonds eine Schule. Abseitig lagen am Zigeunerbach die Zigeunermühle (Cikánský Mlýn) und die Machomühle (Machův Mlýn). Huschitz war Pfarrort für Buchen, Köllne (Včelná pod Boubínem), Kosmo, Skares (Škarez) und Woislawitz (Vojslavice). Bis zur Mitte des 19. Jahrhunderts blieb das Dorf immer der Allodialherrschaft Winterberg untertänig.
Nach der Aufhebung der Patrimonialherrschaften bildete Hoštice/Huschitz ab 1850 mit den Ortsteilen Kosmo, Škareze/Skares und Vojslavice/Wojslawitz eine Gemeinde in der Bezirkshauptmannschaft Prachatice. Im Jahre 1886 hatte sich die Anzahl der Schüler in Hoštice auf 264 erhöht. Das alte Schulhaus war dafür zu klein und wurde 1888 umgebaut und aufgestockt.
Seit 1924 wird Šumavské Hoštice als amtlicher Ortsname verwendet. Nachdem Prachatice 1938 infolge des Münchner Abkommens an das Deutsche Reich abgetreten werden musste, verblieb Šumavské Hoštice als Grenzort bei der Tschechoslowakei und gehörte zwischen 1938 und 1945 zum Bezirk Strakonice und Gerichtsbezirk Volyně. 1939 eröffnete für die deutsche Minderheit eine einklassige deutsche Dorfschule, der 1940 die tschechische Schule das Erdgeschoss im Schulhaus abtreten musste und dort selber danach nur noch über zwei Klassenzimmer verfügte. Nach dem Ende des Zweiten Weltkriegs kam das Dorf zunächst wieder zum Okres Prachatice zurück. 1949 wurde es dem neu gebildeten Okres Vimperk zugeordnet, zugleich erfolgte die Umgemeindung von Vojslavice nach Žárovná. Nach der Aufhebung des Okres Vimperk wurde die Gemeinde 1961 wieder Teil des Okres Prachatice. 1976 wurden Žárovná und Vojslavice eingemeindet. Das Schulhaus wurde 1990 bis 1991 generalsaniert und umgestaltet. Nach einem Referendum löste sich Žárovná zum 1. Jänner 1993 wieder von Šumavské Hoštice los und bildete eine eigene Gemeinde. In Šumavské Hoštice bestehen eine Postfiliale, ein Kulturhaus mit Gaststätte, ein Kindergarten und eine neunklassige Grundschule.

## Sehenswürdigkeiten

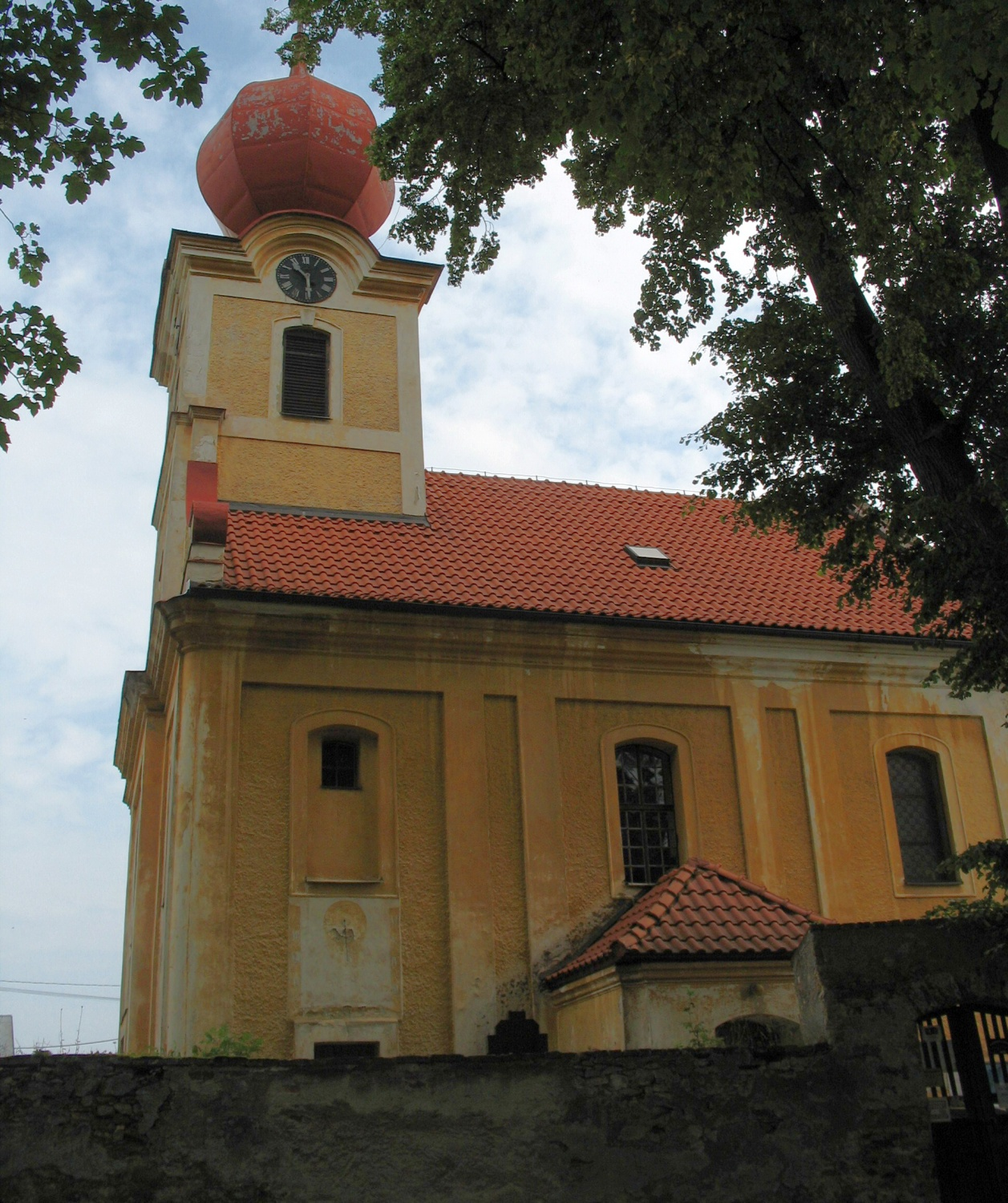
Kirche der Apostel Jakobus und Philippus

- Barocke Kirche der Apostel Jakobus und Philippus mit wuchtigem Zwiebelturm, sie entstand zwischen 1719 und 1751 anstelle der 1654 abgebrannten gotischen Kirche und wurde 1752 als Filialkapelle der Pfarre Winterberg geweiht. 1784 begann die Führung eigener Matriken. Im Jahre 1786 wurde durch den Religionsfonds ein Lokalpfarrer eingesetzt
- denkmalgeschütztes Gasthaus im böhmischen Bauernbarockstil, erbaut 1846 von Jakub Bursa
- Ummauerter Friedhof mit Totenhalle
- mehrere Bildstöcke
- Kapelle in Kosmo
- Kapelle in Vojslavice